# Abu Iáia Abu Becre II
Abu Iáia Abu Becre II (em árabe: أبو يحيى أبو بكر; romaniz.: Abu Iahia Abu Bakr) foi o califa haféssida da Ifríquia de 1318 a 1346. Era filho de Abu Zacaria Iáia III, emir de Bugia e neto de Abu Ixaque Ibraim I. Sob seu governo, a antiga unidade dos domínios haféssidas foi restaurada.

## Ascensão e reinado
Depois de 1309, seu irmão Abu Albaca Calide Anácer (r. 1309–1911) chegou ao poder em Túnis e o nomeou governador de Constantina. Pouco depois disso, ele se revoltou. Em 1311, seu irmão foi derrubado e Abu Iáia Abu Becre aproveitou a oportunidade para tomar Bugia em 1312, aproveitando a impotência do califa Abde Aluaíde Zacaria ibne Aliani (r. 1311–1317). Em 1315/16, começaram os ataques a Túnis; em 1317, Aliani fugiu do país e abdicou em favor de seu filho Abu Darba Maomé Almostancir (r. 1317–1318), que resistiu por mais nove meses, quando, em 1318, Abu Iáia Abu Becre fez sua entrada na capital.
A primeira parte de seu reinado foi amplamente dedicada a suprimir rebeliões. Abu Darba tentou encorajar revoltas e também encorajou ibne Alinrane, genro de Aliani, a se rebelar. Até 1332, houve inúmeras rebeliões, mas o califa foi gradualmente capaz de restaurar o controle. Para manter a coesão do reino, desde 1320 confiou o governo das províncias a seus filhos, auxiliados por camareiros.
 Entre 1319 e 1330, os ziânidas do Reino de Tremecém atacaram o território haféssida todos os anos até que a ameaça foi neutralizada por meio de uma aliança com os merínidas de Fez, cujo herdeiro presuntivo Alboácem Ali se casou com a filha de Abu Iáia Abu Becre. A partir de 1330, o xeique almóada ibne Tafraguine ascendeu aos mais altos cargos do Estado, tornando-se camareiro-mor em 1343. A partir desse cargo favoreceu o estreitamento das relações com os merínidas e o aumento da influência do genro do sultão. Alboácem Ali era agora o sultão de Fez (r. 1331–1348) e o vizinho ocidental imediato dos haféssidas, tendo anexado Tremecém em 1337. Em 1335, Abu Iáia Abu Becre recuperou Jerba dos sicilianos. Um dos desenvolvimentos mais significativos de seu governo foi o estabelecimento de frotas corsárias nos portos haféssidas, e a partir desse período a pirataria começou a ser uma fonte significativa de renda à região.
Na primavera de 1342, Abu Iáia Abu Becre designou como seu sucessor um de seus filhos, Abu Alabás Amade, que governou o sul, e confirmou o apoio de seu genro Alboácem. No entanto, quando o califa morreu em outubro de 1346, era outro de seus filhos, Abu Hafes Omar, que estava em Túnis, e ele se proclamou califa com apoio de ibne Tafraguine sob o título de Anácer Lidim Alá. Abu Alabás Amade marchou sobre Túnis pelo sul e tomou a cidade, mas logo foi morto por Abu Hafes Omar, que também matou seus outros irmãos para remover quaisquer outros rivais. Como fiador da sucessão haféssida, Alboácem invadiu o reino na primavera de 1347 para expulsar o usurpador. Abu Hafes Omar fugiu de Túnis, mas foi capturado perto de Gabes e executado em agosto. Alboácem fez uma entrada triunfal em Túnis em setembro. Foi nessa época que seu súdito, o famoso viajante ibne Batuta, visitou Túnis em sua viagem de volta da peregrinação do Haje. No entanto, a Peste Negra devastou os domínios haféssidas em 1348 e seu governo não era popular. Logo houve rebeliões contra o domínio merínida, forçando-o a abandonar Túnis de navio em dezembro de 1348. No início de 1350, o príncipe haféssida Alfadle de Bugia foi proclamado califa, mas em julho ibne Tafraguine voltou e colocou seu irmão Abu Ixaque Ibraim II em seu lugar, matando Alfadle.